# Harrigan úr telefonja
A Harrigan úr telefonja (eredeti cím: Mr. Harrigan's Phone) 2022-ben bemutatott amerikai horrorfilm, amelyet John Lee Hancock írt és rendezett Stephen King Minél véresebb című regénye alapján. A főszerepben Jaeden Martell és Donald Sutherland látható.
A film 2022. október 5-én jelent meg a Netflixen, és általánosságban vegyes fogadtatásban részesült.

## Cselekmény
Amikor egy kisvárosban élő fiatal fiú, Craig (Martell) összebarátkozik egy Mr. Harrigan (Sutherland) nevű idősebb, visszahúzódó milliárdossal, a könyvek és az olvasás iránti szeretetük miatt váratlan kötelék alakul ki köztük. Azonban Mr. Harrigan váratlanul meghal. Craig felfedezi, hogy nem egészen halott és nincs mindennek vége. Furcsa módon képes a sírból is kommunikálni barátjával a neki ajándékba adott iPhone-on keresztül.

## Szereplők
| Szerep             | Színész               | Magyar hang     |
| ------------------ | --------------------- | --------------- |
| Mr. Harrigan       | Donald Sutherland     | Barbinek Péter  |
| Craig              | Jaeden Martell        | Nagy Gereben    |
| Ms. Hart           | Kirby Howell-Baptiste | Nádasi Veronika |
| Craig apja         | Joe Tippett           | Holl Nándor     |
| Kenny Yankovich    | Cyrus Arnold          | Rada Bálint     |
| Craig fiatalon     | Colin O'Brien         | Rostás Ábel     |
| Mooney tiszteletes | Frank Ridley          | Németh Gábor    |
| Edna Grogan        | Peggy J. Scott        | Rátonyi Hajni   |
| Felix              | Dale Duko             | Papucsek Vilmos |
| Billy              | Bennett Saltzman      | Penke Bence     |

## A film készítése
2020 júliusában a Netflix megvásárolta a film forgalmazási jogait, amelyet a Blumhouse Productions és Ryan Murphy készített, a filmet pedig John Lee Hancock írta és rendezte. 2021 októberében Donald Sutherland, Jaeden Martell, Kirby Howell-Baptiste és Joe Tippett csatlakozott a szereplőgárdához. A forgatás 2021. október 20-án kezdődött Connecticutban, és 2021. december 22-én fejeződött be.

## Bemutató
A film 2022. október 5-én jelent meg a Netflixen.